# Rezerwat przyrody Jezioro Trzebidzkie
Rezerwat przyrody Jezioro Trzebidzkie – faunistyczny rezerwat przyrody położony w gminie Przemęt, powiecie wolsztyńskim (województwo wielkopolskie). Zajmuje powierzchnię 90,71 ha.
Został utworzony w 2000 roku w celu ochrony eutroficznego zbiornika wodnego z roślinnością wodną i szuwarową, stanowiącego ostoję oraz miejsce lęgowe ptactwa wodno-błotnego, oraz w celu zachowania ekosystemów lasów liściastych.
W skład rezerwatu wchodzi płytkie i zarastające Jezioro Trzebidzkie z przylegającym trzcinowiskiem, fragmenty drzewostanu mieszanego z dorodnymi bukami i starymi sosnami, porastającego zbocze wału morenowego oraz zespół olsu porzeczkowego ze starodrzewiem olszy czarnej.
Do występujących na terenie rezerwatu gatunków ptaków należą m.in. gęgawa, żuraw, błotniak zbożowy, wąsatka, bąk, łyska, kaczki i perkozy. Ze ssaków można tu spotkać m.in. wydry i rodzinę bobrów.

## Podstawa prawna
- Rozporządzenie Wojewody Wielkopolskiego Nr. 7/2000 z dnia 16 czerwca 2000 r. w sprawie uznania za rezerwat przyrody (Dz. Urz. Woj. Wlkp Nr 44)
- Rozporządzenie Wojewody Wielkopolskiego Nr. 33/2001 z dnia 1.10.2001 r.
- Zarządzenie Nr 19/11 Regionalnego Dyrektora Ochrony Środowiska w Poznaniu z dnia 12 kwietnia 2011 r. w sprawie rezerwatu przyrody „Jezioro Trzebidzkie”[1][2]